# École nationale d'architecture et d'urbanisme
L'École nationale d'architecture et d'urbanisme (ENAU) est un établissement universitaire tunisien situé à Sidi Bou Saïd et rattaché à l'université de Carthage.
Elle dispense une formation dans le domaine de l'architecture et de l'urbanisme. Son rattachement au ministère de l'Enseignement supérieur et de la Recherche scientifique a facilité la mise en place des études doctorales spécifiques à l'architecture.
L'ENAU est l'unique école d'architecture étatique du pays.

## Histoire
L'actuelle École nationale d'architecture et d'urbanisme est officiellement née le 1er septembre 1995, à la suite de la scission de l'ancienne institution, l'ITAAU, en deux écoles distinctes, l'une réservée aux beaux arts et l'autre à l'architecture et à l'urbanisme ; la séparation est effective dès la rentrée 1995-1996.

## Formation et études
Le cursus compte six ans, dont cinq ans d'étude et un an de stage, départagés en deux cycles. La formation dispensée comporte le diplôme national d'architecte, qui ouvre la voie à la pratique du métier, un master et un doctorat en urbanisme, ainsi qu'un doctorat en architecture.
L'école compte trois départements :
- architecture et arts plastiques ;
- architecture, sciences humaines et techniques ;
- urbanisme[3].

## Directeurs
Depuis 1996, sept directeurs se sont succédé à la tête de l'établissement :
- 1996-1999 : Ali Cheikhrouhou
- 1999-2004 : Mouldi Chaabani
- 2004-2010 : Najet Hedhli Boubaker
- 2010-2011 : Wassef Ounaies
- 2011-2014 : Fakher Kharrat
- 2014-2017 : Najla Allani Bouhoula
- 2017-2024 : Fakher Kharrat
- depuis 2024 : Hind Karoui[5]